# Xolo Maridueña
Xolo Maridueña, spanyolul: [ˈʃolo maɾiˈðweɲa]; (Los Angeles, 2001. június 9. –) amerikai színész. 
Fontosabb televíziós szerepei közé tartozik Victor Graham az NBC Vásott szülők (2012–2015) és Miguel Diaz a Netflix Cobra Kai (2018–) című sorozatában. 
2023-ban megkapta Jaime Reyes / Blue Beetle szerepét a Kék Bogár című szuperhősfilmben.

## Filmográfia

### Film
| Év   | Cím                         | Szerep                  | Magyar hang   |
| ---- | --------------------------- | ----------------------- | ------------- |
| 2013 | Dealin' with Idiots         | Manny                   |               |
| 2020 | Goodnight America           | Steve                   |               |
| 2021 | #Whitina                    | Chris                   |               |
| 2023 | Kék Bogár (Blue Beetle)     | Jaime Reyes / Kék Bogár | Kenéz Ágoston |
| 2025 | A hupikék törpikék (Smurfs) | Okoska (hangja)         | Miller Dávid  |

### Televízió
| Év        | Magyar cím                 | Eredeti cím                   | Szerep                   | Megjegyzések                                        |
| --------- | -------------------------- | ----------------------------- | ------------------------ | --------------------------------------------------- |
| 2012–2015 | Vásott szülők              | Parenthood                    | Victor Graham            | - vendégszereplő (3. évad) - főszereplő (4–6. évad) |
| 2013      | Gyilkos ügyek              | Major Crimes                  | Stefan Camacho           | 1 epizód                                            |
| 2016      |                            | Mack & Moxy                   | Xolo rendőr              | 1 epizód                                            |
| 2016      | Csúcsformában              | Rush Hour                     | Isaiah                   | 1 epizód                                            |
| 2016      |                            | Furst Born                    | Shawn                    | tévéfilm                                            |
| 2017      | Twin Peaks                 | Twin Peaks                    | fiú (1956)               | 1 epizód                                            |
| 2018      |                            | Noches con Platanito          | önmaga                   | vetélkedő                                           |
| 2018–2025 | Cobra Kai                  | Cobra Kai                     | Miguel Diaz              | - főszereplő - magyar hangja Bauer Gergő            |
| 2020–2021 |                            | Cleopatra in Space            | Zaid (hangja)            | 11 epizód                                           |
| 2019–2022 | Victor és Valentino        | Victor and Valentino          | Andres / Andrea (hangja) | 6 epizód                                            |
| 2020      | Halálos iramban – Kémfutam | Fast & Furious Spy Racers     | Lucas (hangja)           | 3 epizód                                            |
| 2021      | Wu-Tang: Egy amerikai saga | Wu-Tang: An American Saga     | King Tech                | 1 epizód                                            |
| 2021      |                            | The Netflix Afterparty        | önmaga                   | 1 epizód                                            |
| 2022      | A Fiúk ördögi oldala       | The Boys Presents: Diabolical | Aqua Agua (hangja)       | 1 epizód                                            |
| 2022–2023 | Batwheels                  | Batwheels                     | Jeges (hangja)           | - 4 epizód - magyar hangja Renácz Zoltán            |